# Inge Danielsson

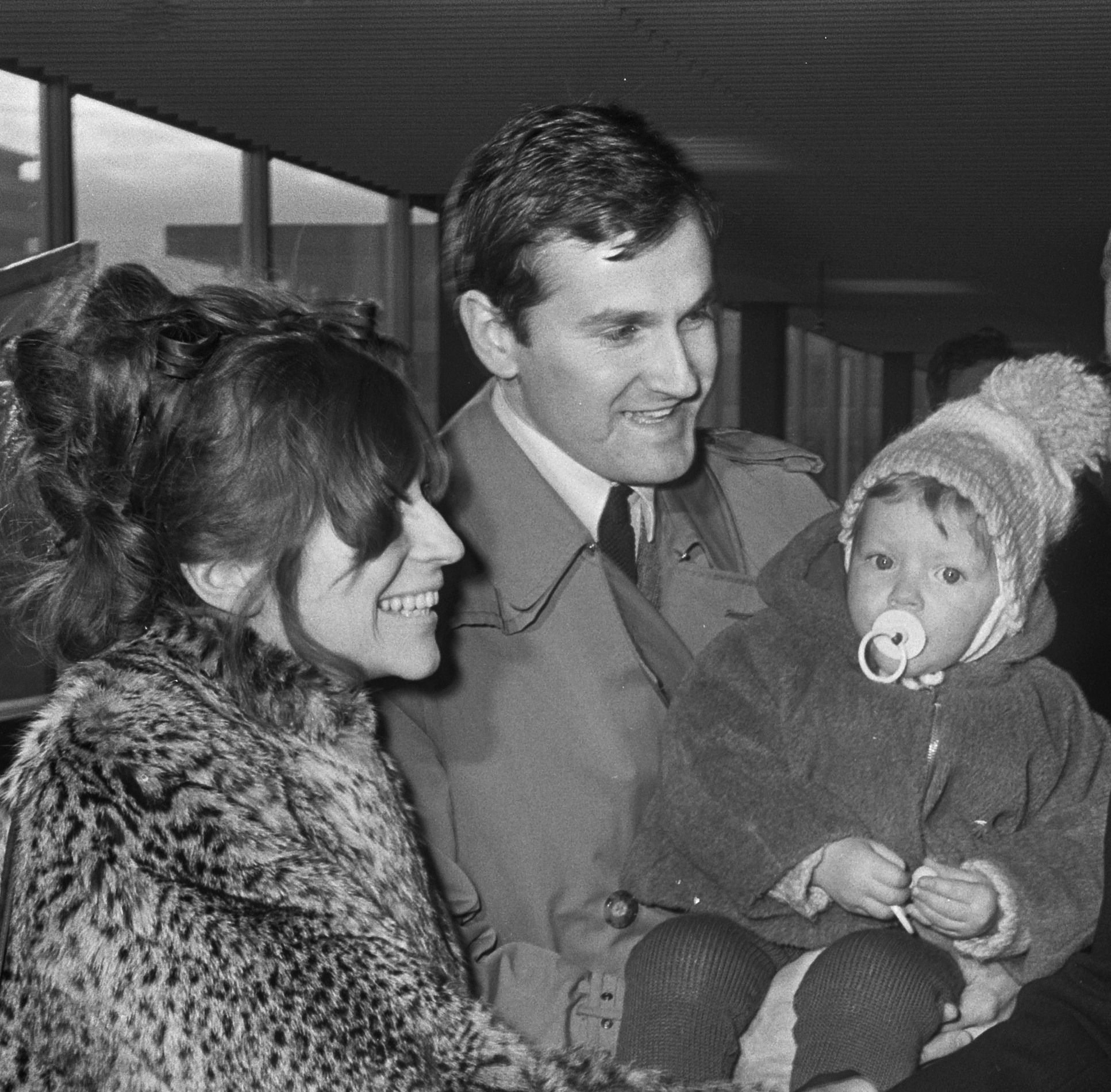
Inge Danielsson, 1968

Inge Danielsson (* 14. Juni 1941 in Bromölla; † 30. Juni 2021 in Åhus) war ein schwedischer Fußballspieler.

## Laufbahn
Danielsson begann seine Karriere bei Ifö/Bromölla IF in der Division 2. Dort konnte er überzeugen und wechselte 1967 zu Helsingborgs IF in die Allsvenskan.
1968 ging Danielsson ins Ausland. Mit der niederländische Spitzenmannschaft Ajax Amsterdam wurde er im selben Jahr Landesmeister. Im folgenden Jahr erreichte er mit dem Klub das Finale des Europapokals der Landesmeister. Dabei schoss er im Halbfinale in drei Spielen – seinerzeit gab es noch kein Elfmeterschießen und daher war ein Entscheidungsspiel notwendig – vier Tore gegen Benfica Lissabon. Im Endspiel unterlag man jedoch mit 1:4 dem AC Mailand, bei dem mit Kurt Hamrin ein weiterer Schwede auflief.
Nach anderthalb Jahren bei Ajax kehrte Danielsson im Sommer 1969 wieder nach Schweden zu seinem ehemaligen Verein Helsingborgs IF zurück, der mittlerweile nur noch zweitklassig spielte, und avancierte zu einem Publikumsliebling. 1973 spielte er noch ein Jahr für IFK Norrköping in der Allsvenskan, ehe er bei seinem Stammverein Ifö/Bromölla IF und später bei Villandsvånga seine Laufbahn ausklingen ließ.
Am 6. November 1966 debütierte Danielsson im heimischen Råsunda beim 2:1-Erfolg über Dänemark in der schwedischen Nationalmannschaft und erzielte dabei mit dem 2:1-Siegtreffer in der 48. Spielminute sein erstes Länderspieltor. Bis 1971 lief er in 17 Länderspielen für die Landesauswahl auf und erzielte dabei acht Länderspieltore.